# Liste der Stolpersteine in List auf Sylt
Die Liste der Stolpersteine in List auf Sylt enthält alle Stolpersteine, die im Rahmen des gleichnamigen Kunst-Projekts von Gunter Demnig in der Gemeinde List auf Sylt verlegt wurden. Mit ihnen soll an Opfer des Nationalsozialismus erinnert werden, die in der Gemeinde lebten und wirkten.
| Adresse              | Person                         | Verlege- datum | Inschrift | Bild | Anmerkung                                                                  |
| -------------------- | ------------------------------ | -------------- | --- | ---- | -------------------------------------------------------------------------- |
| Alte Dorfstraße 25 · | Diedrich Cornelius Diedrichsen | 07.08.2007     | Hier wohnte Diedrich Cornelius Diedrichsen Jg. 1884 eingewiesen ‚Heilanstalt‘ Meseritz-Obrawalde ermordet 24.9.1944 |      | Der Künstler Diedrich Cornelius Diedrichsen war Landschaftsmaler auf Sylt. |